# 겨울 폭풍 작전
겨울 폭풍 작전(독일어: Unternehmen Wintergewitter)은 1942년 말 스탈린그라드에서 포위당한 독일 제6군을 구출하기 위한 작전이다.

## 돈 집단군의 진격
독일 공군에 의한 보급품 공수 작전이 실패로 끝나자, 포위된 독일 제6군이 구원의 손길을 공군이 아닌 다른 데서 구해야 한다는 것은 분명했다. 아니나 다를까, 용명(勇名)을 떨치는 한 장군에 의해 구원의 길이 열리려 하고 있었다. 이 장군은 에리히 폰 만슈타인으로서, 난공불락이었던 크리미아 요새를 부임한 지 1개월도 안되는 사이에 탈취하여 세바스토폴 포위전에 종지부를 찍은 사나이였다.
이제 11월 20일에 만슈타인은 새로 편성된 돈 집단군의 사령관으로 임명되었다. 돈 집단군은 포위된 독일 제6군과 이미 분쇄된 루마니아 제3군, 제4군 그리고 소련군의 포위망에서 벗어나기는 했어도 아직 전투의 깊은 상처로부터 회생되지 못한 헤르만 호트 휘하의 제4기갑군 등으로 구성되어 있었다. 그 부대들 중에서는 제6군이 가장 크고 강력했지만 이들은 스탈린그라드에 갇혀 아직도 추이코프 휘하의 제62군과 싸우고 있었다.
에리히 폰 만슈타인은 명령을 받은 직후에 당장 입맛 쓴 체험을 맛보게 되었다. 심한 눈보라와 영하 30도라는 혹한 때문에 비행기를 이용하지 못한 그는 새 사령부까지 열차로 부임해야 했다. 가는 도중 그는 중부집단군 사령관인 귄터 폰 클루게 원수에게 들러서 이야기를 할 기회를 가졌는데 클루게는 만슈타인에게 충고를 주었다. "대대 이상의 부대를 이동시킬 경우에는 총통의 재가(裁可)를 받아야 한다는 것을 알아두어야 하네."
만슈타인이 받은 명령에 의하면, 그를 돈강 방면으로 파견하는 것은 "스탈린그라드 남쪽 및 서쪽에서 방어전을 전개중인 각 군을 통괄하기 위해"라고 명기되어 있었다. 그에게 주어진 요구 사항 중에는 "적의 공격을 중지시킬 것"그리고 "전에 점령한 지역을 탈환할 것"이라고 되어 있었다. 그러나 에리히 폰 만슈타인은 현실주의자였다. 그는 처음부터 히틀러가 금한 제6군의 탈출 작전을 돕는 데 전력을 다할 참이었다.
만슈타인은 고도의 작전을 전개할 시간도 없었고 병력도 부족했다. 그는 서쪽으로부터 칼라치를 향해 진격하는 척함으로써 소련군을 그 방향으로 유인하고자 했다. 그 다음 헤르만 호트 휘하의 제4기갑군의 1개 군단을 파울루스의 고슴도치 진지로 나아가게 하여, 제6군 부대와 이 구원부대를 합류시키기로 했다. 이를 통해 제6군을 위한 식량 보급로를 확보하게 된다. 만약 이 장갑군단이 성공을 거두게 되면, 파울루스는 전군을 동원하여 소련군 포위망을 돌파하는 작전을 개시하게 된다.

## 독일 제11장갑사단의 전투
칼라치 방면에서 견제작전을 전개할 부대의 일익을 담당한 제11장갑사단은 제6군 구출작전에 참가하기 위해 남쪽으로부터 파견된 수개 사단 가운데 하나였다. 12월 7일, 제11장갑사단이 로스토프를 넘고 치르강으로 접근하고 있을 때 남하해온 소련군 2개 전차여단과 정면으로 마주쳤다. 양쪽이 모두 놀랐지만 곧 태세를 가다듬었다. 불규칙하게 이어져 있는 제79 국영농장 건물 안팎에서 양군은 해가 질 때까지 포격전을 전개했다. 이어 밤이 되자 소련군은 방어태세로 들어갔다. 그러나 독일군은 달랐다. 제11장갑사단은 공병대대와 88mm포 수 문을 남겨두고 적과 대치하는 척하면서 전차부대를 서쪽으로, 이어서 북쪽으로 가게 하였다. 10시간 후, 제11장갑사단은 낮에 싸운 소련군 전차대가 남진해온 길로 나왔다. 그때 소련군 트럭 부대가 긴 줄을 지어 다가오는 것이 보였다. 그 트럭은 제11장갑사단이 이미 싸운 전차 여단으로 가는 증원 보병부대를 가득 싣고 있었다. 제11장갑사단은 기관총을 발사하여 이들을 전멸시켰다. 그 다음 남쪽으로 진격하여 제79 국영농장으로 되돌아왔다. 독일군은 소련군 후방으로 접근했고, 여기서 전투가 벌어져 소련군은 전차 53대를 버리고 패주했다.
그 직후에 제11장갑사단은 치르 강변에 소련군이 작은 교두보를 구축하고 있다는 연락을 받았다. 상급 사령부인 제48장갑군단은 이 문제에 대해 제11장갑사단에게 다음과 같은 지령을 내렸다. "소련군 수중에 있는 교두보는 매우 위험하다. 적 교두보를 경시하여 그것을 없애버리는 일을 뒤로 미룬다는 것은 큰 잘못이다. 설령 처음에는 그 교두보가 작고 보잘것없는 것으로 보여도 그것은 잠깐 사이에 가공할 위험지대로 변하고 마침내 탈환이 불가능한 거점이 되어버린다. 즉각 공격하라. 주저하면 치명적인 결과를 초래할 것이다." 이 말을 듣고 제11장갑사단은 즉시 교두보 하나를 분쇄하고 또 다른 교두보를 격파하기 위해 진격했지만 때는 이미 늦었다. 남하해온 소련군이 치르강을 도하하여 60대 가까운 전차가 제11장갑사단을 기다리고 있었다. 독일군은 서로 정면으로 부딪히는 전투를 피하고 싶었지만 달리 도리가 없었다. 이튿날 아침 독일군 전차대가 공격을 개시했지만 소련군 포병부대에 의해 수대가 격파당했다. 격전이 하루종일 계속되었다. 전차병들의 피로는 극에 달해 포탄을 장전하는 것조차 어려울 지경이었다. 저녁이 되었을 때는 많은 전차가 파괴되거나 고장을 일으켜 전투를 중지하지 않을 수 없었다. 제11장갑사단은 이러한 돌발 사태에 잇따라 직면하면서도 그로부터 2개월 동안 독일군 전선에 뜷린 구멍을 메우며 전차가 자랑하는 기동 방어전을 전개했다. 그러나 이 사단의 이러한 희생이 보람을 찾으려면 호트 제4장갑군의 주력과 파울루스의 제6군이 기대대로 움직여주어야 하는 것이다.

## 헤르만 호트의 진격
헤르만 호트는 만반의 준비를 갖추었다. 호트군은 12월 12일 진격을 개시하였고 그 선봉에는 제6장갑사단이 있었다. 호트 장갑부대는 2일 동안 하루 20km의 속도로 진격했다. 소련군의 저항은 경미했지만 헛보이기 쉬운 지형을 잘 이용한 것이었다. 초원은 평탄하게 보였지만 실제로는 협곡이 거미줄처럼 퍼졌고 그것은 눈더미 밑에 숨어져 있었다. 움푹 팬 땅에 숨어서 기다리던 소련 보병이 협곡에서 나타나 독일군 전차를 습격했다.
진격 2일째에 호트는 강폭 20m인 아크사이강에 도착했다. 여기서 이들은 파울루스군에게 보급품을 싣고 가는 트럭 800대를 기다렸다. 이어 전차는 미시코바강을 향해 진격했다. 여기는 파울루스군의 진지로 가는데 넘어야 할 마지막 자연의 장애물이었다.
제6장갑사단의 선두부대는 미시코바강까지 24km를 남긴 지점에서, 소련군 증원부대와 조우하여 소련군 전차 300대와 전투를 벌였다. 여기서 독일군은 탁월한 포격술을 발휘하여 소련군의 T-34형 전차 32대를 격파했다. 그러나 독일군이 미시코바강에 접근하자 소련군 전차와 보병이 더욱 활발하게 움직이기 시작했다. 한편 독일군의 선두 장갑부대는 지친데다 탄약마저 부족하여 진격을 멈추고 말았다. 그러자 수분 후에 선두 장갑부대의 휴너스돌프 대령이 전차를 타고 달려와 "자네들에게 있어서 공격이란 이런 것인가? 나는 오늘을 부끄러워 해야겠다."며 부하들을 질타, 격려했다.
제6장갑사단은 다시 힘차게 발진하여 우회로를 돌아서 미시코바강을 향해 나아갔다. 12월 19일, 제6장갑사단은 강에 도착했고 그 다음날 헤르만 호트는 에리히 폰 만슈타인에게 제6군을 향한 최후의 돌진을 시작할 준비가 완료되었다고 보고했다. 이제 남은 것은 파울루스가 겨울 폭풍 작전에서 자기가 맡은 역할(소련군 포위망 돌파)을 수행하는 것뿐이었다. 문제는 바로 여기에 있었다.

## 파울루스의 딜레마
고슴도치 진지 속에 틀어박혀 있던 프리드리히 파울루스는 무전병 10명에게 호트 장갑군단의 위치를 추적하게 하고 있었다. 그러나 파울루스는 곤경에 처해 있었다. 그의 휘하 부대 중 3개 사단이 파울루스가 호트와 합류하기 위해 탈출해야 할 바로 그 지역에서 격렬한 방어전을 펴고 있었다. 파울루스는 어떻게 하면 방어에서 공세로 전환할 수 있는지 몰랐다. 또 파울루스는 탈출 허가가 나올 때까지 전선을 유지할 자신도 없었다. 더 큰 문제는 파울루스에게서 겨울 폭풍 작전에 따라 호트와 합류하기 위해 탈출하려는 절박감이 전혀 느껴지지 않는 것이었다. 만슈타인은 파울루스의 의도를 급히 알 필요가 있었다. 그러기 위해 그는 정보 주임참모인 아이스만 소령을 포위권 내의 파울루스 사령부로 파견했다. 아이스만은 도착하자마자 파울루스와 고집쟁이 슈미트 장군과 협의하기 시작했다.
그것은 성공할 가망이 없는 임무였다. 아이스만은 제6군이 살 길은 호트군과의 합류밖에 없다고 필사적으로 설득했다. 그러나 파울루스는 기침을 하면서 중얼거리듯 "겨울 폭풍 작전에는 큰 어려움과 위험이 따를 것이다."라고 아이스만의 의견에 동의하지 않았다. 심지어 파울루스는 보급 물자 부족 때문에 겨울 폭풍 작전을 성공시키기는 매우 어렵다고 주장했다.
슈미트는 파울루스의 발언을 지지했다. 그는 제6군이 호트 장갑군과의 합류에 나선다는 것은 "패배를 용인하는 것"에 불과하다고 주장했다. 나아가 그는 덧붙였다. "제6군은 부활절이 될 때까지 진지를 지키고 있을 것이다. 당신들이 해야 할 일은 좀더 잘 보급해 주는 것뿐이다."
이 말로 파울루스의 흔들리던 의지는 굳어지고 단호한 결심을 하였다. "겨울 폭풍 작전은 불가능하다."라고 그는 덧붙였다.
파울루스의 딜레마는 만슈타인에게 있어서도 큰 두통거리였다. 만슈타인은 히틀러에게 제6군의 탈출에 대한 허가를 요청해 놓았지만 히틀러는 아직도 아무런 대답을 하지 않았다. 따라서 그도 멋대로 탈출 지령을 내릴 수 없었다. 그러나 그 이상 더 기다릴 수 없었다. 새로운 가공할 사태가 다가오고 있었다. 12월 16일, 소련군 대부대가 돈강 상류의 이탈리아 제8군을 분쇄했다. 소련군은 여기서 남진을 하기 시작해 만슈타인의 돈 집단군을 위협했고, 나아가 코카서스의 독일 A집단군도 위험에 노출되어 있었다. 북서쪽이 무너졌고, 독일 제6군은 괴멸 직전에 놓여 있었고, 호트의 장갑부대는 안전 한계를 훨씬 넘어 전진해 있어 지금이야말로 만슈타인으로서는 결정적인 행동을 취해야 할 때였다.
그리하여 12월 23일, 만슈타인은 헤르만 호트에게 미시코바 강으로부터 철수하라는 명령을 내렸다. 그는 이미 미시코바강의 대안 수km까지 진출해 있던 제6장갑사단을 먼저 철수시키기로 했다. "제6장갑사단은 오늘밤 교두보로부터 철수하라"
이렇게 해서 제6군을 구출하려 한 "겨울 폭풍 작전"은 실패로 끝나게 된다.

## 같이 보기
- 스탈린그라드 전투

## 참고 자료
- '라이프 2차 세계대전', <소련군의 반격>